# ETV (Estonia)
Eesti Televisioon (ETV) (în română Televiziunea Estonă) este postul de televiziune național din Estonia. Prima transmisie a avut loc la 19 iulie 1955.

## Istorie
Eesti Televisioon (Televiziunea Estonă) a fost lansată la 19 iulie 1955, ca parte a Esti Rahvusringhääling (Radioteleviziunea Estonă). Înainte de această dată, transmisiile de televiziune din Estonia au fost recepționate doar de la Moscova. Primul prezentator TV în limba estonă a fost Ofelia Mikk, al cărei debut a fost în emisiunea de test din 19 iulie 1955. Cariera ei în televiziune a fost scurtă, deoarece nu a vorbit foarte corect datorită emoțiilor.
Primul prezentator titular al noului canal ETV a fost Ruth Peramets-Püss (1927–2005). Pentru a angaja un prezentator, a avut loc un concurs de casting în 1955, dar nu a fost găsită nicio persoană potrivită. Din întâmplare, un film în care Peramets-Püss a apărut, a fost difuzat pe ETV în ziua concursului, așa că a fost angajată. La 15 august 1955, Peramets a fost angajată oficial ca prezentatoare de știri (crainic) cu jumătate de normă pentru studioul de televiziune din Tallinn.

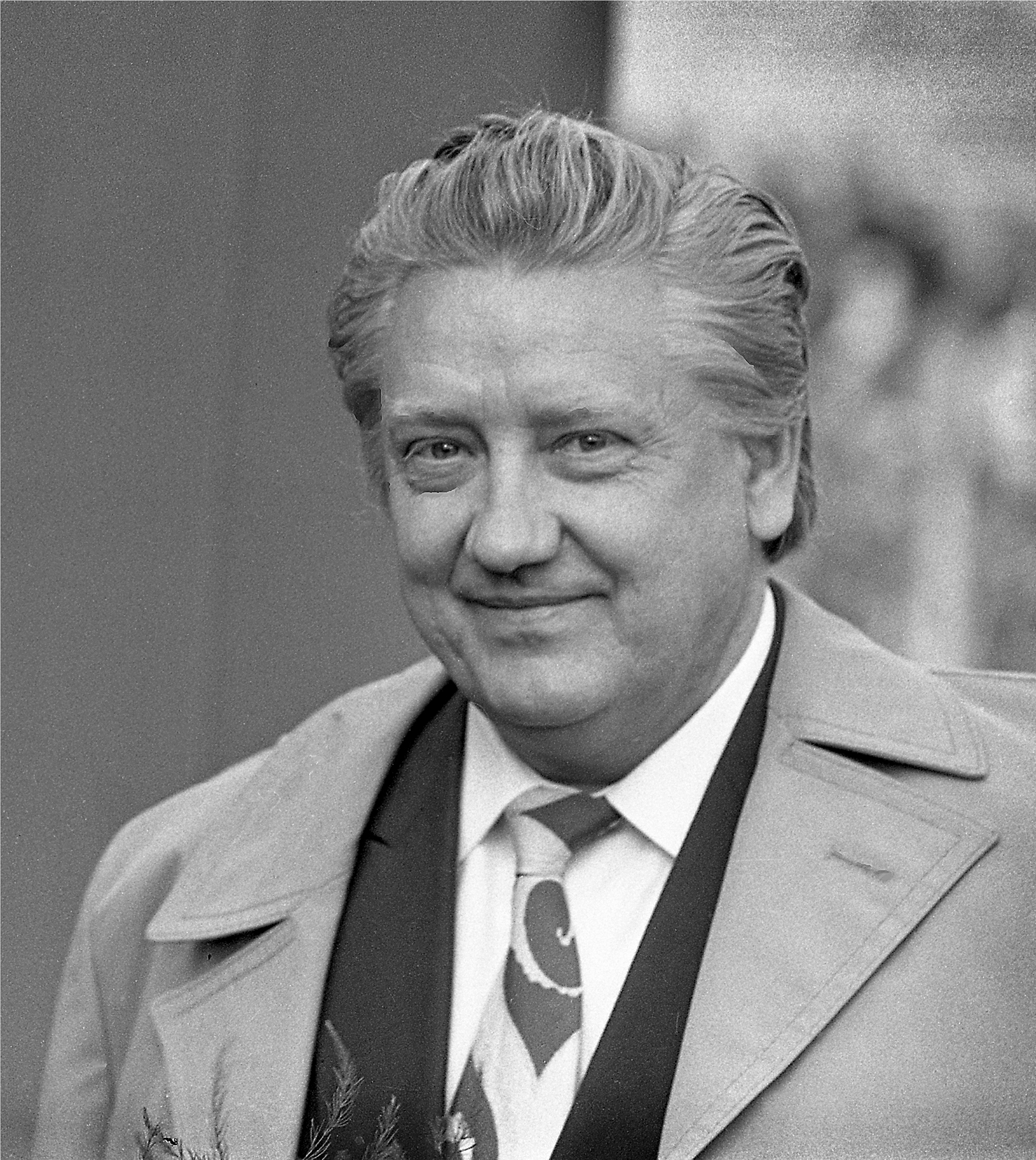
Kalmer Tennosaar în 1974

Kalmer Tennosaar a început să lucreze ca prezentator la 1 ianuarie 1956 și ulterior a lucrat ca editor și membru al echipei de programe muzicale (1957-1962; și iar după 1968). A devenit foarte popular ca gazdă a unui spectacol de cântece pentru copii „Entel-tentel”. Tennosaar și-a continuat ulterior cariera de cântăreț.
La 1 ianuarie 1993, ETV a fost admis ca membru activ pe deplin al Uniunii Europene de Radio și Televiziune (EBU). De la restabilirea independenței în 1991 până la 31 decembrie 1992, a fost membru al Organizației Internaționale de Radio și Televiziune (Organisation Internationale de Radiodiffusion et de Télévision, OIRT).
ETV a încetat să mai transmită reclame în perioada 1998–1999 și a încetat din nou să facă acest lucru din 2002: ratele sale de publicitate la prețuri reduse au afectat capacitatea de a opera a companiilor mass-media comerciale. Introducerea unui sistem de plată care este suportat de telespectatori, a fost luat în considerare, dar în cele din urmă a fost respins datorită opoziției publice.
În 2002, ETV a găzduit Concursul Muzical Eurovision 2002.
La 9 ianuarie 2006, ETV a lansat un serviciu de știri pe Internet denumit ETV24. Acesta transmite știri pe Internet, teletext și noaptea pe canalul ETV.

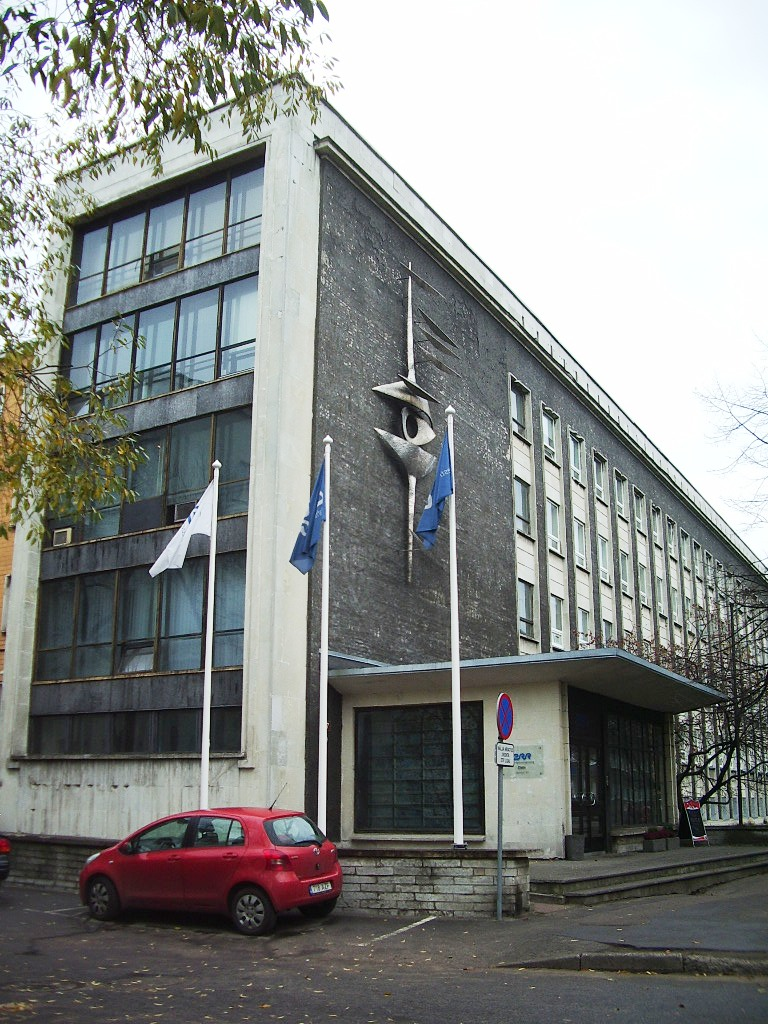
Clădirea principală ETV de pe strada Gonsiori nr. 27, Tallinn

În conformitate cu noua lege a radio-televiziunii naționale din Estonia adoptată de Parlamentul eston la 18 ianuarie 2007, ETV a fuzionat în mod controversat cu Eesti Raadio (Serviciul Eston de Radio, ER  la 1 iunie 2007 pentru a forma serviciul de radioteleviziune publică din Estonia denumit Eesti Rahvusringhääling (ERR). În timpul consolidării, serviciul de știri ETV24 a fost înlocuit cu ERR Uudised (ERR Știri). Cu toate acestea, ETV și-a păstrat numele original și continuă să-l folosească în transmisiile sale.
La 1 iulie 2010, Estonia și-a finalizat tranziția către televiziunea digitală terestră, întrerupând toate serviciile analogice. Un mesaj informativ pe ecran care indica acest lucru a fost vizibil pe vechile frecvențe ETV până la 5 iulie 2010.

## Finanțare și management
Cea mai mare parte a finanțării ETV provine din subvenții guvernamentale, din care aproximativ 15% sunt la rândul lor finanțate din taxele plătite de companiile mass-media comerciale estone în schimbul dreptului lor exclusiv de a transmite pe micul ecran reclame. Din punct de vedere editorial, ETV este pe deplin independent.
Actul de radioteleviziune publică din Estonia reglementează activitățile ERR în Estonia prin intermediul Consiliului de radiodifuziune din Estonia (în estonă: Ringhäälingunõukogu, pe scurt EHR).
Consiliul Audiovizualului este cel mai înalt organ de conducere al ERR.
Primul președinte al ERR a fost Margus Allikmaa (în 2007-2017).

## Persoane notabile

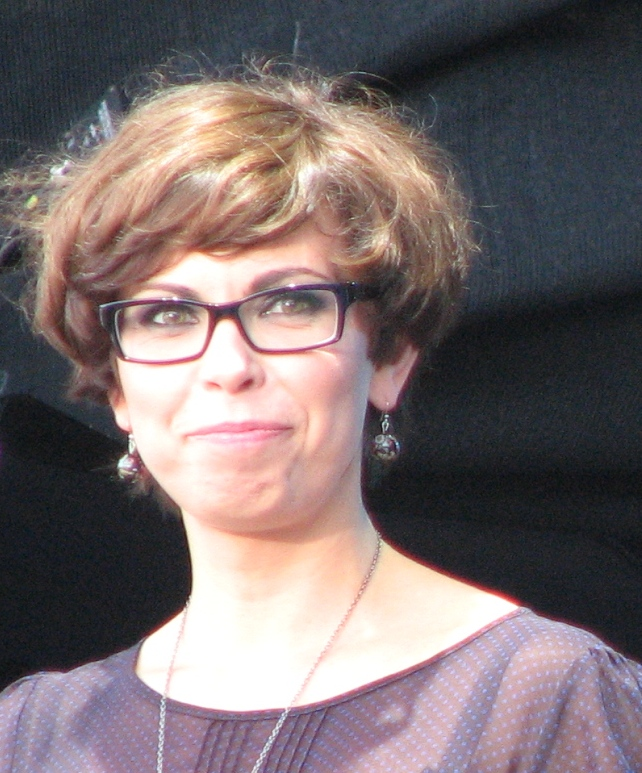
Anu Välba în 2011

Printre jurnaliștii mai cunoscuți de la ETV se numără Tõnu Aav, Maire Aunaste (emisiunea Aktuaalne kaamera), Grete Lõbu, Anu Välba (Terevisioon, Paar, Hommik Anuga sau Ringvaade), Katrin Viirpalu, Reet Linna, Monika Tamla, Kadri Hinrikus, Astrid Kannel, Margus Saar, Peeter Kaldre, Mati Talvik, Marko Reikop (unele emisiuni prezentate împreună cu Anu Välba), Urmas Vaino, Jim Ashilevi etc.

### Fost personal notabil
- Maire Aunaste, prezentatoare și gazdă de emisiuni TV, în prezent deputat în parlament
- Meelis Kompus, prezentator
- Urve Tiidus, prezentator, în prezent deputat în parlament

### Personal notabil din trecut
- Valdo Pant (1928–1976), jurnalist și istoric[11]
- Kalmer Tennosaar (1928-2004), prezentator timpuriu ETV, gazdă de emisiuni TV și cântăreț
- Toomas Uba (1943-2000), jurnalist sportiv
- Urmas Ott (1955–2008), jurnalist, prezentator
- Aarne Rannamäe (1958–2016), jurnalist (afaceri externe), prezentator și prezentator de știri

## Programe de televiziune

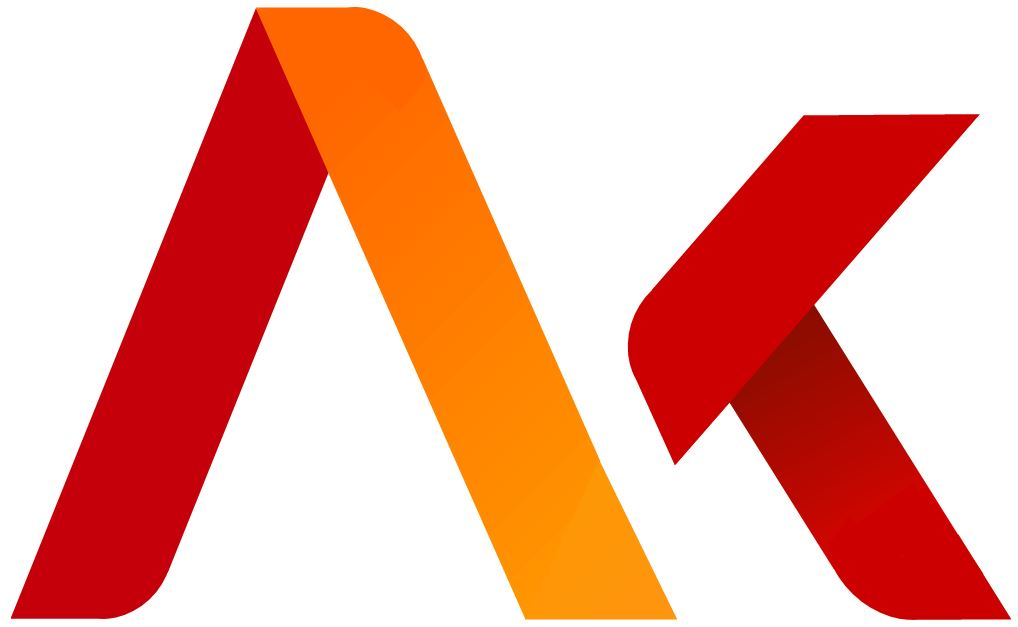
Sigla emisiunii de știri Aktuaalne kaamera

### Actuale
- Aktuaalne kaamera[12]
- Eesti lood
- Eesti aja lood
- Esimene stuudio
- Hommik Anuga
- Jõulutunnel
- MI
- Suud puhtaks
- OP!
- Osoon
- Pealtnägija
- Pehmed ja karvased
- Ringvaade
- Terevisioon
- Välisilm
- Õnne 13

### Anterioare
- 112
- Aeg luubis
- Horoskoop
- Hunt Kriimsilm
- Kanal 13
- Kõige suurem sõber
- Meie
- Mis on Koosta peres uudist?
- Mõmmi ja aabits
- Mõtleme veel
- Paar
- Reisile sinuga
- Sind otsides
- Teateid tegelikkusest
- Tegelikkuse KesKus
- Teletaip
- Tujurikkuja
- Täna 25 aastat tagasi
- Tööotsija
- Vana hõbe
- Vestlusi vene kultuuriloost
- Uue aja asjad
- Vana aja asjad
- Vaatevinkel
- Foorum (program TV)
- Mõistlik ja mõttetu
- Laulukarussell
- Vabariigi kodanikud